# 斯洛尼姆猶太會堂

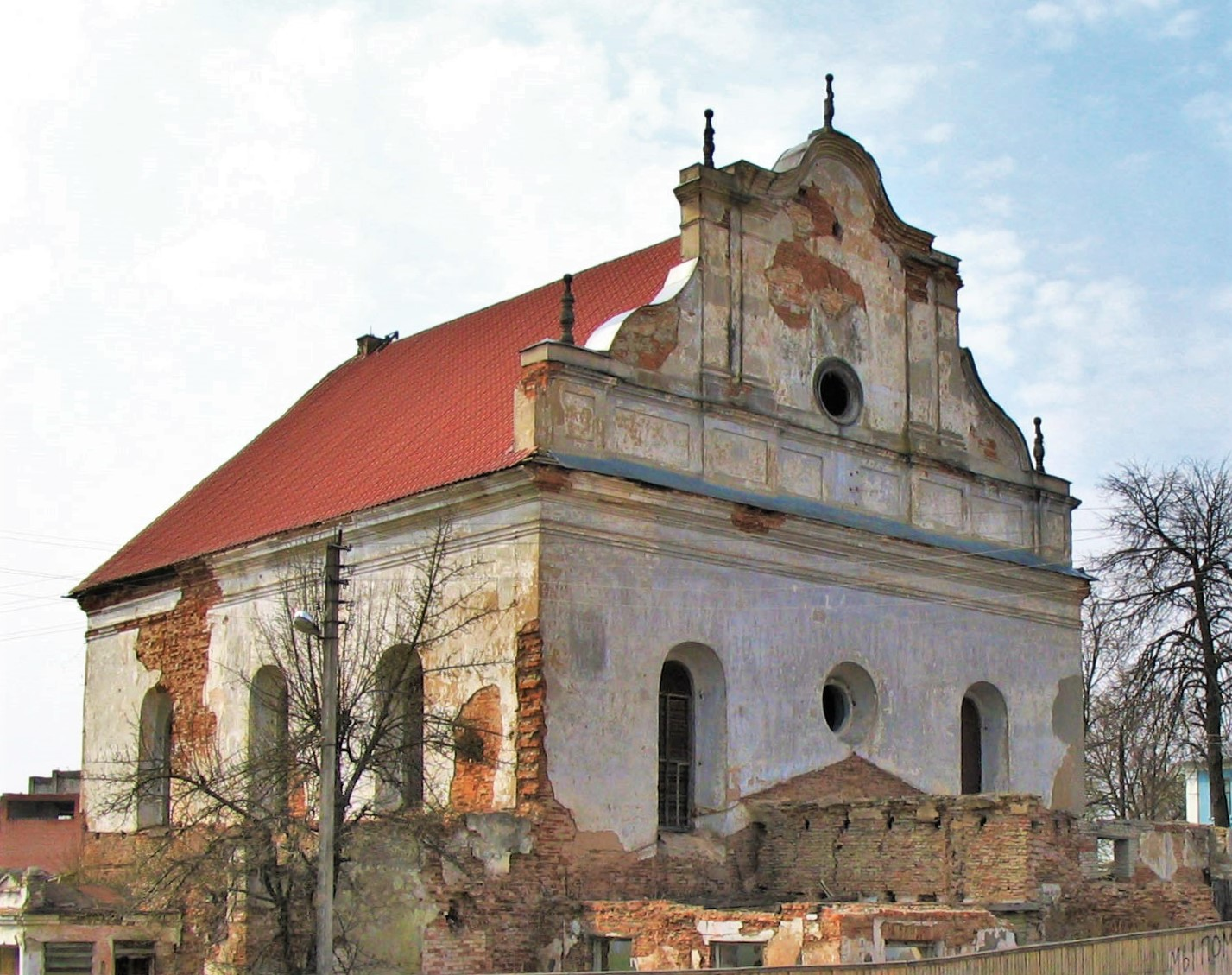

斯洛尼姆猶太會堂是白俄羅斯城市斯洛尼姆的一座猶太會堂，修建於17世紀，外觀是巴洛克風格。這座建築修建於1642年，在1881年遭到大火。第二次世界大戰期間，斯洛尼姆的猶太人幾乎都被納粹殺害。戰後這座建築被共產黨政府作為家居倉庫使用。2001年，這座建築歸還給白俄羅斯猶太人社區使用。

## 外部連結
- Saving Heritage fund that aims to rebuild the synagogue （页面存档备份，存于）